# Francis Blanche
Francis Jean Blanche (Parigi, 20 luglio 1921 – Parigi, 6 luglio 1974) è stato un attore e comico francese.

## Biografia
Figlio d'arte, essendo il padre l'attore Louis Blanche, lo zio il pittore Emmanuel Blanche e la madre Germaine Anne Françoise Petit.
Creò assieme a Pierre Dac lo sketch Le Sar Rabindranath Duval, così come il serial radiofonico Signé Furax.
Fu anche l'autore di farse telefoniche che vennero regolarmente trasmesse alla radio negli anni 1960. Scrisse inoltre qualche poesia e i testi di alcune canzoni.
Pur essendo di Parigi, Francis Blanche fu spesso utilizzato dal cinema francese ed anche da quello italiano per interpretare in vari film la parodia del turista tedesco in Francia, o quella del sottufficiale tedesco in Italia; in quel caso portava i baffetti a spazzola alla Hitler.

## Filmografia

### Regista
- Tartarin de Tarascon (1962)

### Attore
- Totò a Parigi, regia di Camillo Mastrocinque (1958)
- La giumenta verde (La jument verte), regia di Claude Autant-Lara (1959)
- Babette va alla guerra (Babette s'en va-t-en guerre), regia di Christian-Jaque (1959)
- Un couple, regia di Jean-Pierre Mocky (1960)
- A noi piace freddo...!, regia di Steno (1960)
- Le pillole di Ercole, regia di Luciano Salce (1960)
- Anonima cocottes, regia di Camillo Mastrocinque (1960)
- Daniele nella gabbia dell'orso (L'Ours), regia di Edmond Séchan (1960)
- I celebri amori di Enrico IV (Vive Henri IV... vive l'amour!), regia di Claude Autant-Lara (1961)
- Il ratto delle Sabine, regia di Richard Pottier (1961)
- La ragazza di mille mesi, regia di Steno (1961)
- Snobs !, regia di Jean-Pierre Mocky (1961)
- Le vergini (Les Vierges), regia di Jean-Pierre Mocky (1962)
- Bandito sì... ma d'onore, regia di Jean Chérasse (1962)
- Il 7º giurato (Le Septième juré), regia di Georges Lautner (1962)
- In famiglia si spara (Les Tontons flingueurs), regia di Georges Lautner (1963)
- Il cielo chiude un occhio (Un drôle de paroissien), regia di Jean-Pierre Mocky (1963)
- Il tulipano nero (La tulipe noire) regia di Christian-Jaque (1964)
- Il pasto delle belve (Le repas des fauves), regia di Christian-Jaque (1964)
- La Cité de l'Indicible Peur, regia di Jean-Pierre Mocky (1964)
- 7-9-18 da Parigi un cadavere per Rocky (Des pissenlits par la racine), regia di Georges Lautner (1964)
- Quattro spie sotto il letto (Les Barbouzes), regia di Georges Lautner (1964)
- La fortuna del guerriero, episodio di L'amore e la chance (La Chance et l'amour), regia di Claude Berri (1964)
- Pas de caviar pour tante Olga, regia di Jean Becker (1965)
- La Grande sauterelle, regia di Georges Lautner (1967)
- La feldmarescialla. Rita fugge... lui corre... egli scappa, regia di Steno (1967)
- Bella di giorno (Belle de jour), regia di Luis Buñuel (1967)
- La Grande Lessive, regia di Jean-Pierre Mocky (1968)
- 5 matti in mezzo ai guai (La Grande Java), regia di Philippe Clair (1969)
- L'Étalon, regia di Jean-Pierre Mocky (1969)
- Erotissimo, regia di Gérard Pirès (1969)
- Il furto è l'anima del commercio!?... regia di Bruno Corbucci (1971)
- Il terrore con gli occhi storti, regia di Steno (1972)
- I racconti romani di una ex novizia, regia di Pino Tosini (1972)
- Nonostante le apparenze... e purché la nazione non lo sappia... All'onorevole piacciono le donne, regia di Lucio Fulci (1972)
- Un lenzuolo non ha tasche (Un linceul n'a pas de poches), regia di Jean-Pierre Mocky  (1974)

## Doppiatori italiani
- Carlo Romano in A noi piace freddo...!, Il ratto delle Sabine, Il Tulipano Nero, La feldmarescialla - Rita fugge... lui corre... egli scappa, 5 matti in mezzo ai guai
- Olinto Cristina in La giumenta verde
- Michele Malaspina in Le pillole di Ercole
- Sandro Merli in Bella di giorno
- Antonio Guidi in I racconti romani di una ex novizia
- Oreste Lionello in Nonostante le apparenze... e purché la nazione non lo sappia... All'onorevole piacciono le donne

Si doppiò da sé in Le olimpiadi dei mariti